# Danny Perri
Daniel „Danny“ Perri (* um 1920; † nach 1957) war ein kanadischer Jazz- und Studiomusiker (Gitarre).

## Leben und Wirken
Perri, der aus Kanada stammt, begann seine Musikerkarriere in London, wo 1938 Aufnahmen mit Don Barrigo, dem Eric Siday/Jack Simpson Quartet und dem Barrie Stanton Quintet entstanden. Ab 1940 arbeitete er in der New Yorker Jazzszene, unter anderem bei Jack Teagarden and His Orchestra und 1940–42 bei Jan Savitt and His Top Hatters. 1946 begleitete er im Orchester von Bob Haggart die Sänger Louis Armstrong und Ella Fitzgerald. Er wirkte auch bei Fitzgeralds Song „That’s My Desire“ mit, der 1947 auf #3 der Race Records Charts gelangte. Des Weiteren arbeitete er in dieser Zeit mit Russ Case, Billy Butterfield, Will Bradley und Lee Wiley, Billie Holiday & Bob Haggart („There Is No Greater Love“), Lil Green, Pat Flowers, Anita O’Day, Big John Greer, Claude Thornhill, Teresa Brewer und Lucky Millinder.
In den 1950er-Jahren arbeitete er vor allem als Sessionmusiker, noch mit Musikern wie Buddy Weed, Bobby Hackett, Neal Hefti, Artie Shaw’s Gramercy Five, The Delta Rhythm Boys, Ray Anthony, Buddy Morrow, King Curtis, Yank Lawson und Cy Cokenan. Der Diskograf Tom Lord listet seine Beteiligung zwischen 1938 und 1957 an 115 Aufnahmesessions. Als Studiomusiker spielte er auch mit The Ravens, Danny Houston („Hackin’ Around“, 1957) und in der Sendung Lucky Strike Hit Parade.